# Wilhelm Ramming
Wilhelm Ramming von Riedkirchen (ur. 30 czerwca 1815, zm. 1 lipca 1876 w Karlsbadzie) – generał artylerii cesarskiej i królewskiej Armii. 

## Życiorys
Rozpoczął służbę wojskową w sztabie głównym w stopniu porucznika w 1834. 28 czerwca 1859 został mianowany na stopień marszałka polnego porucznika. W 1866 był komendantem VI Korpusu i generałem komenderującym dla Czech. Poniósł porażkę w bitwie pod Vysokovem. W 1867 pełnił służbę w Generalnej Komendzie dla Siedmiogrodu z siedzibą w Sybinie na stanowisku generała komenderującego. 7 maja 1868 został mianowany na stopień zbrojmistrza polnego. Od 1873 był kapitanem gwardii przybocznej (niem. Arcieren-Leibgarde) cesarza Franciszka Józefa. 
Od 1860 do śmierci był szefem Węgierskiego Pułku Piechoty Nr 72.

## Odznaczenia
Odznaczenia Wilhelma Ramminga to między innymi:
- Kawaler Orderu Korony Żelaznej I klasy z dekoracją wojenną
- Kawaler Orderu Korony Żelaznej II klasy
- Kawaler Orderu Marii Teresy
- Kawaler Orderu Leopolda z dekoracją wojenną
- Krzyż Zasługi Wojskowej z dekoracją wojenną
- Krzyż Wielki Orderu Alberta (Saksonia)
- Order Świętej Anny II klasy z mieczami (Imperium Rosyjskie)
- Order Świętego Jerzego IV klasy (Imperium Rosyjskie)
- Order Orła Czerwonego II klasy z gwiazdą (Prusy)
- Kawaler Orderu Miecza (Szwecja)
- Kawaler Orderu Świętego Grzegorza Wielkiego (Państwo Kościelne)